# Tuffi ai campionati mondiali di nuoto 2003
Le gare di tuffi ai campionati mondiali di nuoto 2003 si sono svolte dal 13 al 21 luglio 2003 a Barcellona in Spagna. 

## Podi

### Uomini
| Evento                      | Oro                                       | Punteggio | Argento                                | Punteggio | Bronzo                                    | Punteggio |
| Tuffi individuali           |                                           |           |                                        |           |                                           |           |
| Trampolino 1 m (dettagli)   | Xu Xiang                                  | 431.34    | Wang Kenang                            | 412.41    | Joona Puhakka                             | 391.26    |
| Trampolino 3 m (dettagli)   | Aleksandr Dobroskok                       | 788.37    | Peng Bo                                | 780.34    | Dmitrij Sautin                            | 776.64    |
| Piattaforma 10 m (dettagli) | Alexandre Despatie                        | 716.91    | Mathew Helm                            | 697.74    | Tian Liang                                | 696.06    |
| Tuffi sincronizzati         |                                           |           |                                        |           |                                           |           |
| Trampolino 3 m (dettagli)   | Russia Dmitrij Sautin Aleksandr Dobroskok | 369.18    | Cina Wang Tianling Wang Feng           | 343.29    | Germania Andreas Wels Tobias Schellenberg | 334.44    |
| Piattaforma 10 m (dettagli) | Australia Mathew Helm Robert Newbery      | 384.60    | Ucraina Roman Volod'kov Anton Zacharov | 372.60    | Cina Tian Liang Hu Jia                    | 367.14    |

### Donne
| Evento                      | Oro                         | Punteggio | Argento                             | Punteggio | Bronzo                                         | Punteggio |
| Tuffi individuali           |                             |           |                                     |           |                                                |           |
| Trampolino 1 m (dettagli)   | Irina Laško                 | 299.97    | Conny Schmalfuss                    | 296.13    | Blythe Hartley                                 | 291.33    |
| Trampolino 3 m (dettagli)   | Guo Jingjing                | 617.94    | Julija Pachalina                    | 611.58    | Wu Minxia                                      | 589.80    |
| Piattaforma 10 m (dettagli) | Émilie Heymans              | 597.45    | Lao Lishi                           | 595.56    | Li Na                                          | 563.43    |
| Tuffi sincronizzati         |                             |           |                                     |           |                                                |           |
| Trampolino 3 m (dettagli)   | Cina Wu Minxia Guo Jingjing | 357.30    | Russia Julija Pachalina Vera Il'ina | 321.24    | Messico Paola Espinosa Laura Sànchez           | 299.64    |
| Piattaforma 10 m (dettagli) | Cina Lao Lishi Li Ting      | 344.58    | Australia Loudy Tourky Lynda Dackiw | 323.34    | Russia Evgenija Olševskaja Svetlana Timošinina | 300.12    |

## Medagliere
| Pos.   | Paese     | Oro | Argento | Bronzo | Totale |
| ------ | --------- | --- | ------- | ------ | ------ |
| 1      | Cina      | 4   | 4       | 4      | 16     |
| 2      | Russia    | 2   | 2       | 2      | 6      |
| 3      | Canada    | 2   | 0       | 1      | 3      |
| 4      | Australia | 2   | 2       | 0      | 4      |
| 5      | Germania  | 0   | 1       | 1      | 2      |
| 6      | Ucraina   | 0   | 1       | 0      | 1      |
| 7      | Finlandia | 0   | 0       | 1      | 1      |
| 7      | Messico   | 0   | 0       | 1      | 1      |
| Totale | Totale    | 10  | 10      | 10     | 30     |